# جاي فيل كارلتون
جاي فيل كارلتون (بالإنجليزية: J. Phil Carlton)‏ هو محامي وقاضي أمريكي، ولد في 14 يناير 1938.